# Tzipi Livni
Tzipora (Tzipi) Livni (Hebreeuws: ציפי לבני) (Tel Aviv, 8 juli 1958) is een Israëlische politica van Hatnuah en advocate. Ze was van 2013 tot 2014 minister van Justitie. Ze heeft eerder ministersposten bekleed voor Likoed en Kadima. Van 2009 t/m maart 2012 was ze de partijleider van Kadima.
In november 2012 richtte ze een nieuwe partij op, Hatnuah ('De Beweging', Hebreeuws: התנועה, uitspraak: 'ha-Tnoe'a'), waarvan ze de partijleider is. Hatnuah maakte van 18 maart 2013 tot 2 december 2014 deel uit van het kabinet-Netanyahu III. Zij was daarbinnen de hoofdonderhandelaar voor Israël in de besprekingen met de Palestijnse Autoriteit die in juli 2013 begonnen, maar op 23 april 2014 gestaakt werden.

## Loopbaan
Livni studeerde rechten aan de Bar-Ilan Universiteit. Na haar militaire diensttijd, waarin ze het tot de rang van luitenant bracht, werkte ze een tijdlang bij de geheime dienst, de Mossad (1980-1984). Daarna ging ze verder in de advocatuur, waar zij tien jaar werkte met als specialisaties publiek en commercieel recht. Deze positie verruilde zij in 1996 voor hoofd van een staatsorganisatie die tot taak had staatsbedrijven te privatiseren en te ontmonopoliseren.
In 1999 werd ze voor Likoed lid van de Knesset, het Israëlische parlement. In Likoed behoorde ze tot de 'duiven' en gold ze als een beschermelinge van toenmalig premier Ariel Sharon. Zo was ze een voorstander van zijn beleid om eenzijdig bezette of betwiste gebieden te verlaten. Toen Sharon eind 2005 Kadima oprichtte, stapte ze dan ook direct naar deze nieuwe partij over.
Van januari 2006 tot maart 2009 was zij minister van Buitenlandse Zaken en vicepremier. Ze was de tweede vrouw in de Israëlische politiek die de post van Buitenlandse Zaken bekleedde, de eerste was Golda Meïr. In Israël is ze een populaire politica; in 2004 ontving ze de 'Abirat Ha-Shilton', een politieke prijs voor goed bestuurderschap. Livni is een voorvechter van het Twee-statenmodel: naast Israël een zelfstandige staat Palestina, beide op het grondgebied van het voormalige Mandaatgebied Palestina.

## Partijleider Kadima
Kadima koos op 17 september 2008 Tzipi Livni tot partijleider. Ze won met 431 stemmen verschil van Shaul Mofaz, de minister van Transport. Livni werd, in tegenstelling tot Mofaz, gesteund door de machthebbers binnen de partij. Mofaz ziet onderhandelingen met de Palestijnen als 'zonde van de tijd', Livni wil juist graag onderhandelen en streeft naar het Twee-statenmodel.
Als het haar binnen 42 dagen zou lukken een regering te vormen zou ze de nieuwe premier van Israël worden, daarmee de opvolger van Ehud Olmert en de eerste vrouwelijke premier sinds Golda Meïr, die in 1974 het ministerpresidentschap neerlegde. Het lukte haar echter niet om binnen de gestelde termijn een regering te vormen, Livni wist de Arbeidspartij aan zich te binden, maar de religieuze Shas-partij haakte af. Hierdoor werden er in het voorjaar van 2009 algemene verkiezingen gehouden. Ze kwam toen tegenover de populaire Benjamin Netanyahu te staan. Alhoewel Kadima de verkiezingen won, kreeg Netanyahu de opdracht van de president om een nieuwe regering te vormen, waar hij eind maart in slaagde. Hierdoor is Kadima gedwongen de oppositie in te gaan, met Livni als oppositieleider.
Binnen Kadima werd aangedrongen op nieuwe interne verkiezingen ("primaries"). Tzipi Livni liet die op 27 maart 2012 houden. Bij deze verkiezingen verloor ze van de tegenkandidaat Shaul Mofaz, die daardoor de nieuwe partijleider van Kadima werd.
Op 1 mei 2012 kondigde Tzipi Livni aan de Knesset te verlaten.

### Arrestatiebevel in hetVerenigd Koninkrijk
In december 2009 moest Livni een voorgenomen bezoek aan Londen afzeggen, omdat een Britse rechtbank een arrestatiebevel tegen haar uitgevaardigd had wegens haar verantwoordelijkheid voor het Conflict in de Gazastrook 2008-2009. Livni zou in Londen een bijeenkomst van het Joods Nationaal Fonds toespreken. Toen bekend werd dat Livni haar bezoek aan het Verenigd Koninkrijk geannuleerd had, werd het arrestatiebevel ingetrokken. De Israëlische ambassadeur in Londen heeft tegen het arrestatiebevel geprotesteerd.
Israëlische regeringsjuristen hebben het advies uitgebracht dat Israëls ministers met een veiligheidsachtergrond en leidende militairen niet het Verenigd Koninkrijk, Spanje, België of Noorwegen moeten bezoeken, omdat zij in deze landen het risico lopen, op grond van het beginsel van universele rechtsmacht gearresteerd te worden op beschuldiging van oorlogsmisdaden. In 2011 bezocht Tzipi Livni het Verenigd Koninkrijk weer voor een gesprek met de Engelse minister van Buitenlandse Zaken William Hague.

## Oprichting van de politieke partij Hatnuah ('De Beweging')
In november 2012, in de aanloop naar de parlementsverkiezingen van januari 2013, maakte Livni bekend opnieuw de landspolitiek in te gaan. Zij deed dat door aan die verkiezingen deel te nemen als leider van de nieuwe partij Hatnuah ("de Beweging"). 'Ik kom om te vechten voor vrede', verklaarde Livni, 'en ik zal niet toestaan dat iemand het woord vrede een kwade betekenis geeft'.
Livni was van maart 2013 tot december 2014 minister van Justitie in het kabinet-Netanyahu III. In december 2014 werd zij door premier Benjamin Netanyahu ontslagen, omdat zij het met diverse zaken niet eens was, zoals de wens om het defensiebudget te verhogen en vooral een wetsvoorstel waarin het Joodse karakter van Israël sterk werd benadrukt.
Hatnuah en de Arbeid kwamen voor de verkiezingen van 17 maart 2015 met een gezamenlijke lijst: de Zionistische Unie, die 24 zetels haalde in de twintigste Knesset. 
Deze lijst doet niet mee aan de Israëlische parlementsverkiezingen van 9 april 2019. Op dinsdag, 1 januari 2019, zei de voorzitter van de Arbeid, Avi Gabbai, tijdens een vergadering de samenwerking met Hatnuah op, zonder Tzipi Livni van tevoren te waarschuwen. Ze zei later die dag in een persconferentie dat ze de week daarvoor had gezegd dat in de  volgorde van prioriteiten Israël op de eerste plaats moest komen, daarna de partij (Zionistische Unie) en pas daarna zijzelf. Wat je vandaag hoorde (van Avi Gabbai) was wat zij al jaren hoorde: ik, ik, en (nog eens) ik. Avi Gabbai wou de samenwerking met Tzipi Livni niet.

## Terugtrekking uit de politiek
Op 18 februari 2019 kondigde ze aan dat ze zich na de verkiezingen uit de politiek zou terugtrekken en dat Hatnuah niet mee zou doen aan de verkiezingen van 2019. Volgens opiniepeilingen zou Hatnuah zonder samenwerking met een andere partij bij de verkiezingen van 2019 de kiesdrempel niet halen en Tzipi Livni zei dat ze het zichzelf niet zou vergeven als de stemmen op haar partij verloren zouden gaan.

## Ministersposten

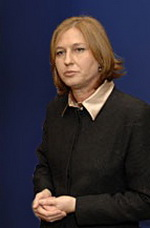
Tzipi Livni

Naast haar parlementaire werk werd ze tot de volgende ministeriële functies benoemd:
- regionale samenwerking (2001)
- zonder portefeuille, belast met informatie (2001-2002)
- landbouw (2002-2003)
- immigratie (2003-2006)
- huizenbouw (2004-2005), samen met immigratie
- justitie (2004-2006), samen met immigratie
- buitenlandse zaken (2006-2009), gedeeltelijk samen met immigratie
- vicepremierschap (2006-2009), samen met buitenlandse zaken
- justitie (2013-2014)

## Onderhandelaar met de Palestijnse Autoriteit
Tzipi Livni kreeg bij de vorming van regering Netanyahu-III naast de portefeuille Justitie ook de zelfgewensde taak van hoofdonderhandelaar met de Palestijnse Autoriteit.
De onderhandelingen tussen Israël en de PA werden gesteund door de Amerikaanse President Barack Obama, die Israël in 2013 bezocht en de Amerikaanse minister van Buitenlandse Zaken John Kerry die Israël daarna regelmatig bezocht heeft. Op 29 juli 2013 startten in Washington achter gesloten deuren onderhandelingen tussen Israël en de Palestijnse Autoriteit, waarbij Israël door Tzipi Livni vertegenwoordigd werd. De onderhandelaar namens de Palestijnse Autoriteit was Saeb Erekat. Twintig jaar eerder hadden zij ook met elkaar onderhandeld. Saeb Erekat vroeg voor deelname aan de besprekingen de vrijlating van Palestijnse gevangenen. De Israëlische regering deed de toezegging dat 104 Palestijnen die vóór de onderhandelingen van Oslo (1993) door Israëlische rechtbanken voor o.a. terroristische aanslagen veroordeeld waren, in vier etappes vrijgelaten zouden worden. Tzipi Livni vond de onderhandelingen nodig, omdat ze vrede met de Palestijnen in het belang van Israël vond. De onderhandelingen werden op 14 augustus 2013 in het Midden-Oosten te Jeruzalem voortgezet. De eerste groep van 26 van de betreffende 104 Palestijnse gevangenen werden voor de besprekingen op 14 augustus 2013 vrijgelaten. De tweede en derde groep van 26 gevangenen werden later volgens schema vrijgelaten, maar de vierde groep die in april 2014 vrijgelaten zou worden volgens de afspraken met de Palestijnse Autoriteit werd niet volgens schema vrijgelaten, waarop de Palestijnse Autoriteit naar de Verenigde Naties stapte om druk op Israël uit te oefenen. Ook maakte de Palestijnse Autoriteit bekend het lidmaatschap van vijftien VN-organisaties aangevraagd te hebben. Volgens Tzipi Livni was er door deze eenzijdige stappen een nieuwe situatie ontstaan, die de voortgang van de onderhandelingen in gevaar bracht en de Israëlische regering zag er daarom vanaf om de vierde groep van 26 gevangenen volgens schema vrij te laten. De onderhandelingen zouden tot 29 april 2014 duren. De  Verenigde Staten drongen aan op een verlenging van de besprekingen. Ook Mahmoud Abbas wou de besprekingen verlengen met als doel Oost-Jeruzalem als Palestijnse hoofdstad. Maar hij dreigde de Palestijnse Autoriteit op te heffen als de besprekingen zonder resultaten zouden blijven. Omdat de Palestijnse Autoriteit op 23 april een akkoord met Hamas tekende om een Palestijnse regering van Nationale Eenheid te vormen, schortte Israël de besprekingen op, omdat de Israëlische regering Hamas beschouwt als een terroristische organisatie. Tzipi Livni had in mei 2014 in Londen toch nog een gesprek met Mahmoud Abbas, waarna Benjamin Netanyahu Tzipi Livni dreigde te ontslaan, omdat dat tegen het regeringsbeleid inging.

## Persoonlijk
Tzipi Livni is getrouwd met de accountant Naftali Spitzer en heeft twee kinderen. Livni spreekt Hebreeuws, Engels en Frans.
Ze is de dochter van het voormalige nationalistische Knessetlid Eitan Livni. Haar vader was een voorstander van het Groot-Israëlmodel (een Israëlische staat die eveneens de bezette of betwiste gebieden omvat) en ten tijde van het Britse mandaat lid van de radicale Irgoen.